# هری کمپل (بازیکن فوتبال، زاده۱۹۹۵)
هری کمپل (انگلیسی: Harry Campbell؛ زادهٔ ۱۶ نوامبر ۱۹۹۵) بازیکن فوتبال است.
از باشگاه‌هایی که در آن بازی کرده‌است می‌توان به باشگاه فوتبال بلکبرن روورز اشاره کرد.